# NGC 5487
NGC 5487 is een balkspiraalstelsel in het sterrenbeeld Ossenhoeder. Het hemelobject werd op 22 maart 1868 ontdekt door de Amerikaanse astronoom George Mary Searle.

## Synoniemen
- MCG 1-36-21
- ZWG 46.61
- IRAS 14072+0818
- PGC 50537